# Chenva Tieu
Chenva Tieu, né le 5 avril 1963 au Cambodge, est un entrepreneur dans les services financiers ainsi que dans la production audiovisuelle et un homme politique français, membre de l'Union pour un mouvement populaire.

## Biographie

### Origines et études
Son père originaire du sud de la Chine fait fortune dans les années 1950 en Indochine française, où il est patron d’une société de transport maritime, mais les mouvements antichinois des années 1960 de l'Indochine française font fuir Tieu pour le Cambodge. Chenva Tieu naît en 1963 au Cambodge, où il vit jusqu'au 12 avril 1975, date à laquelle sa famille et lui quittent le Cambodge pour la France afin de fuir la répression menée par les Khmers rouges. Sa famille s'installe dans les tours des quartiers asiatiques de Paris, dans le 13e arrondissement.
En 1985, Chenva Tieu commence des études de gestion à l'université Paris-Dauphine, d’où il ressort diplômé d'un DESS 203 marchés financiers et marchés des matières premières.

### Carrière d’entrepreneur
Il intègre le cabinet de conseil Pricewaterhouse avant de créer en 1991 « Eurotrésorerie Consultants », un cabinet de conseil en gestion de trésorerie destiné aux groupes industriels. 
En 1998, il fonde « Franklin Consulting Group », société de conseil spécialisée dans la gestion d’actifs techniques pour le compte d’institutionnels et d'assureurs. En 2000, capitalisant sur son expertise des services financiers à fortes valeurs ajoutées, il crée « Discountis », le premier distributeur électronique de crédit immobilier en France, qui sera revendu en 2004. 
En 2006, il fait l’acquisition de la société « On Line Productions » qui a produit le magazine culturel « Metropolis » pour Arte ainsi que des documentaires comme la série « Mao, une histoire chinoise ».

### Engagements associatifs et politiques
Chenva Tieu est membre du « Groupe des Belles Feuilles » et vice-président de « Jean Monnet Spirit ».
En 2005, il est membre du « Club XXIe siècle », qui regroupe des personnalités issues de l'immigration et organise en partenariat avec l'Institut d'études politiques de Paris « Les Entretiens de l'Excellence » pour améliorer l’information sur les filières d’excellence auprès des jeunes issus des quartiers défavorisés et cela en montrant l'exemple et montrer que la diversité est une chance pour le pays et pour la République.
En 2006, il adhère à l'UMP.
En 2008, il regroupe les professionnels du management de la diversité au sein de « l’Association Française des Managers de la Diversité » et lance avec l’université Paris-Dauphine la chaire d’enseignement et de recherche « Management & Diversité » dont il assure la présidence du comité d’orientation.
En 2009, Chenva Tieu s’engage auprès de Valérie Pécresse en vue des élections régionales de 2010 en Île-de-France. Il est alors nommé responsable des relations avec les entreprises pendant cette campagne.
En 2011, Jean-François Copé nomme Chenva Tieu, secrétaire national chargé des relations avec l'Asie,.
Il est candidat UMP dans la dixième circonscription de Paris pour les élections législatives de 2012, mais il s'incline face à l'écologiste Denis Baupin (EELV). À l’occasion du Congrès de l'Union pour un mouvement populaire de 2012, il soutient la candidature de Jean-François Copé.
Il est candidat à la primaire UMP pour les élections municipales de 2014 à Paris, mais il doit renoncer le 24 mai 2013, à la suite d'une décision du Conseil constitutionnel le déclarant inéligible pendant un an en raison du rejet de ses comptes de campagne pour les élections législatives de 2012,. Par la suite, il est nommé « relai du projet » dans l'équipe de Nathalie Kosciusko-Morizet.

## Vie privée
En 2012, Chenva Tieu fait son coming out et déclare être pacsé avec un homme.

## Publication
- 2009 : Manuel de chinoiseries à l’usage de mes amis cartésiens, aux éditions Anne Carrière[15]. Dans ce livre, Chenva Tieu revient sur ses racines et confronte mentalité chinoise et manière de pensée occidentale. Il s’attache à démontrer que les craintes occidentales à l’égard de la Chine n’ont pas lieu d’être et que les échanges avec ce pays émergent sont sources de richesse.

## Distinctions
- Chevalier dans l’ordre national du Mérite
- Officier dans l'ordre national de la Légion d'honneur[16]